# Trois jeunes tambours
Trois jeunes tambours est une chanson populaire française.

## Origine
Rédigée en 1745 après la bataille de Fontenoy, cette chanson de marche fut probablement composée par un authentique tambour de régiment, voire deux ou trois.
Le texte fait référence au roi d’Angleterre, c’est-à-dire George II, et à la reine de Hongrie, c'est-à-dire Marie-Thérèse d'Autriche. 
La chanson a eu des adaptations à l'étranger, par exemple Drie Schuintamboers en néerlandais, mais aussi en allemand,.

## Texte
Trois jeunes tambours s'en revenaient de guerre (bis)

Et ri et ran, ran pa ta plan.

S'en revenaient de guerre !

Le plus jeune a - dans sa bouche une rose (bis)

Et ri et ran, ran pa ta plan.

Dans sa bouche une rose !

La fille du roi était à sa fenêtre (bis)

Et ri et ran, ran pa ta plan

Etait à sa fenêtre !

Joli tambour, donnez-moi votre rose (bis)

Et ri et ran, ran pa ta plan

Donnez-moi votre rose !

Fille du roi, donnez-moi votre cœur (bis)

Et ri et ran, ran pa ta plan

Donnez-moi votre coeur !

Joli tambour, demandez à mon père (bis)

Et ri et ran, ran pa ta plan

Demandez à mon père !

Sire le roi, donnez-moi votre fille (bis)

Et ri et ran, ran pa ta plan

Donnez-moi votre fille !

Joli tambour, tu n'es pas assez riche (bis)

Et ri et ran, ran pa ta plan

Tu n'es pas assez riche !

J'ai trois vaisseaux dessus la mer jolie (bis)

Et ri et ran, ran pa ta plan

Dessus la mer jolie !

L'un chargé d'or, l'autre de pierreries (bis)

Et ri et ran, ran pa ta plan

L'autre de pierreries !

Et le troisième pour promener ma mie (bis)

Et ri et ran, ran pa ta plan

Pour promener ma mie !

Joli tambour, dis-moi quel est ton père (bis)

Et ri et ran, ran pa ta plan

Dis-moi quel est ton père !

Sire le roi, c'est le roi d'Angleterre (bis)

Et ri et ran, ran pa ta plan

C'est le roi d'Angleterre !

Et ma mère est la reine de Hongrie (bis)

Et ri et ran, ran pa ta plan

La reine de Hongrie !

Joli tambour, tu auras donc ma fille (bis)

Et ri et ran, ran pa ta plan

Tu auras donc ma fille !

Sire le roi, je vous en remercie (bis)

Et ri et ran, ran pa ta plan

Je vous en remercie !

Dans mon pays y en a de plus jolies (bis)

Et ri et ran, ran pa ta plan

Y en a de plus jolies !